# Halley (cráter)

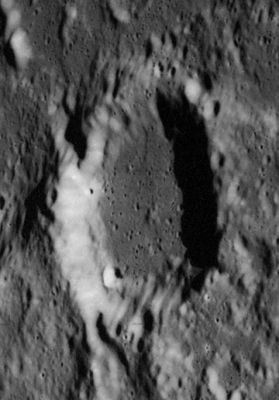
Fotografía de la misión Apolo 16

Halley es un cráter de impacto lunar superpuesto a la pared sur de la llanura amurallada del cráter Hipparchus. Al suroeste de Halley aparece el gran cráter Albategnius y al este se halla Hind, un poco más pequeño.
En el mapa de 1645 realizado por Michael van Langren, el cráter se denomina Gansii, ("de los gansos" en latín), un homenaje al relato del obispo e historiador británico Francis Godwin (1562–1633) titulado El hombre en la Luna, en el que su protagonista, el español Domingo Gonsales, alcanza la luna mediante una nave remolcada por estas aves.
|  |

El borde del Halley está erosionado, y una hendidura de la superficie lunar atraviesa el sector occidental del borde, formando un valle que discurre hacia el sur-sureste, hasta acercarse al borde de Albategnius. El piso interior de Halley es relativamente plano.

## Cráteres satélite
Por convención estos elementos se identifican en los mapas lunares colocando la letra en el lado del punto central del cráter más cercano a Halley.
|        | \| Halley \| Coordenadas \| Diámetro \| \| ------ \| ------------------------- \| -------- \| \| B \| 8°30′S 4°30′E / -8.5, 4.5 \| 6 km \| \| C \| 8°54′S 6°36′E / -8.9, 6.6 \| 5 km \| \| G \| 9°06′S 5°36′E / -9.1, 5.6 \| 5 km \| \| K \| 8°36′S 5°54′E / -8.6, 5.9 \| 5 km \| |          |
| Halley | Coordenadas | Diámetro |
| B      | 8°30′S 4°30′E / -8.5, 4.5 | 6 km     |
| C      | 8°54′S 6°36′E / -8.9, 6.6 | 5 km     |
| G      | 9°06′S 5°36′E / -9.1, 5.6 | 5 km     |
| K      | 8°36′S 5°54′E / -8.6, 5.9 | 5 km     |